# Chiaro di luna (racconto, luglio 1882)
Chiaro di luna (Clair de lune) è un racconto di Guy de Maupassant pubblicato su un quotidiano nel luglio 1882 e compreso infine in volume dall'editore Paul Ollendorff nella raccolta postuma Le Père Milon nel 1899.

## Trama
Henriette Létoré va a trovare a Parigi la sua sorella minore Julie Roubère. Henriette è ritornata da un viaggio in Svizzera da sola; suo marito è ritornato senza di lei direttamente nella residenza familiare nel Calvados. Julie è spaventata quando si accorge che i capelli della sorella, appena ventiquattrenne, sono diventati bianchi. Sospettando l'esistenza di qualche serio problema, Julie sottopone la sorella a un interrogatorio nel corso del quale Henriette, scoppiando a piangere, confessa di avere un amante. Henriette non ha nulla da rimproverare al marito: sempre calmo, ragionevole, inappuntabile, ma freddo anche di fronte alle effusioni di tenerezza della moglie. Una sera, dopo che il marito era già andato a dormire, Henriette decise di fare una passeggiata da sola sulle rive del Lago dei Quattro Cantoni. Al chiaro di luna, sentiva un immenso bisogno di amore e iniziò a piangere. Un giovane turista, che conosceva di vista, la consolò e, in modo che la donna non sa spiegare, in una sorta di allucinazione, trascorsero la notte amandosi al chiaro di luna. Julie consola Henriette spiegandole che molto spesso le donne amano non un uomo, ma l'amore; e quella sera il suo vero amante era stato il chiaro di luna.

## Storia
Il racconto apparve la prima volta nel quotidiano Le Gaulois del 1º luglio 1882 e fu pubblicato in volume, dopo la morte di Maupassant (nel 1893), nella raccolta postuma Le Père Milon nel 1899; la traduzione italiana è del 1903. Poche settimane dopo, Maupassant scriverà un racconto intitolato anch'esso Chiaro di luna, che apparirà sul quotidiano Gil Blas del 19 ottobre 1882, firmato dall'autore con lo pseudonimo "Maufrigneuse"), e sarà pubblicato in volume l'anno successivo nella raccolta Chiaro di luna dall'editore Monnier.

## Edizioni
- (FR) Guy de Maupassant, Le père Milon : contes inédits, Paris, Librairie Paul Ollendorff, 1899.
- Guy de Maupassant, Tutte le novelle, traduzione di Bruno dell'Amore e Alfredo Fabietti, saggio e commento estetico di Léon Guichard, 12 voll., Milano, 1903.
- Guy de Maupassant, Babbo Milon, traduzione di Lucilla Antonelli, Milano, Soc. Edit. Sonzogno, 1927.
- Guy de Maupassant, Babbo Milon, traduzione di Lucilla Antonelli, Roma, Casini, 1956.
- (FR) Guy de Maupassant, Maupassant, contes et nouvelles, collana Bibliothèque de la Pléiade, texte établi et annoté par Louis Forestier, Paris, Gallimard, 1974, ISBN 978-2-07-010805-3.